# SN 2007go
SN 2007go – supernowa typu Ib odkryta 7 sierpnia 2007 roku w galaktyce E475-G16. W momencie odkrycia miała maksymalną jasność 18,50m.